# Stanislav Chmelík
Stanislav Chmelík (25. října 1941 – 13. února 2016) byl český saxofonista, klarinetista, kytarista, textař a hudební skladatel, hudební redaktor, dlouholetý blízký spolupracovník zpěváka Karla Zicha (manažer a producent), přítel a spolupracovník zpěvačky Jitky Vrbové, se kterou pravidelně vystupoval.
Jako externí hudební redaktor působil v československé rozhlasové stanici Hvězda (dnes Český rozhlas 1 Radiožurnál). Byl také členem představenstva vydavatelské firmy Multisonic a.s.

## Osobní zajímavost
V březnu 1993 se podrobil úspěšné transplantaci srdce.